# Nag Champa

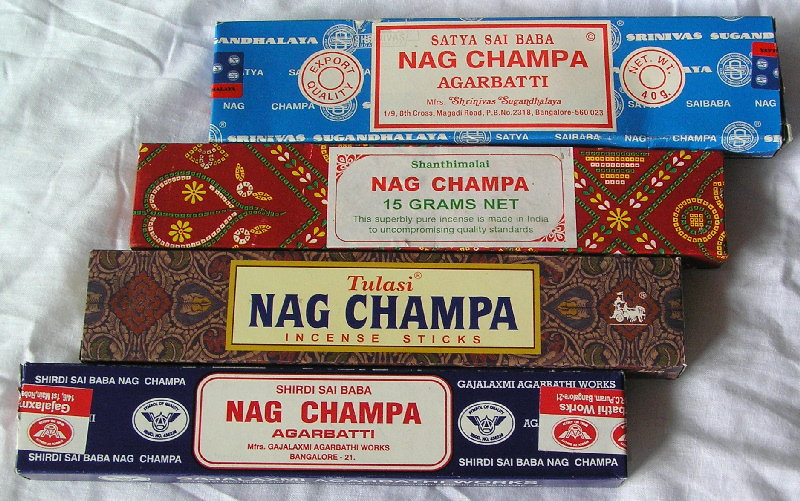
Nag Champa

Nag Champa ist eine der bekanntesten Duftrichtungen indischer Räucherstäbchen (Hindi agarbattī (अगरबत्ती)) und vielerlei Kosmetikartikel, jedoch kein Markenname eines bestimmten Herstellers.
Über die genaue Zusammenstellung werden verschiedene Angaben gemacht.

## Herkunft des Duftes
Es gibt auch eine Blume, die Champaka (Magnolia champaca syn. Michelia champaca L.) heißt. Aus den Blüten der häufig auch als Joy-Baum bezeichneten Pflanze kann ein ätherisches Öl gewonnen werden, was aber nicht verantwortlich für den Duft Nag Champa ist. 
Vielmehr gibt es mit den Kasuarinengewächsen (Mesua ferrea), die zu den Eisenhölzern gezählt werden, Bäume, deren Blüten ebenfalls für die Parfumindustrie von Interesse sind und der im indischen Sprachgebrauch als Nageswar Champaka, Nagkesar, Thorlachampa, Negchampa, Naga Sampigi, Mangal und Nagchampa bezeichnet werden.
Der in den Räucherstäbchen verwendete Duft wird u. a. aus den Blüten von Mesua ferrea gewonnen. Da es sich aber auch bei diesen Düften um Kompositionen handelt, muss man davon ausgehen, dass noch weitere Rohstoffe eingesetzt werden und natürlich könnte auch das Öl der Magnolia champaca zum Einsatz kommen. Naheliegend ist auch die Verwendung des Holzes von Mesua ferrea selber.
Daneben sind in indischen Räucherstäbchen semi-flüssige Harze (halmaddi) des Ailanthus-malabarica- oder Ailanthus-triphysa-Baumes enthalten, der ihnen ihre charakteristische graue Farbe und wegen seiner hygroskopischen Eigenschaften eine leicht feuchte Textur gibt. 
Nag Champa enthält außerdem einen großen Anteil an Sandelholz.
Die wohl bekannteste Marke mit der Nag Champa-Duftrichtung ist „Shrinivas Sugandhalaya“ mit einer blau-weiß-roten Verpackung, von der es zahlreiche Nachahmer gibt.